# Фирст Меса (Аризона)
Фирст Меса (енгл. First Mesa) насељено је место без административног статуса у америчкој савезној држави Аризона.

## Демографија
По попису из 2010. године број становника је 1.555, што је 431 (38,3%) становника више него 2000. године.
| Група             | 2000.     | 2010.     |
| Белци             | 27 (2,4%) | 20 (1,3%) |
| Афроамериканци    | 0 (0,0%)  | 0 (0,0%)  |
| Азијати           | 0 (0,0%)  | 5 (0,3%)  |
| Хиспаноамериканци | 28 (2,5%) | 15 (1,0%) |
| Укупно            | 1.124     | 1.555     |